# حجرة اللبس

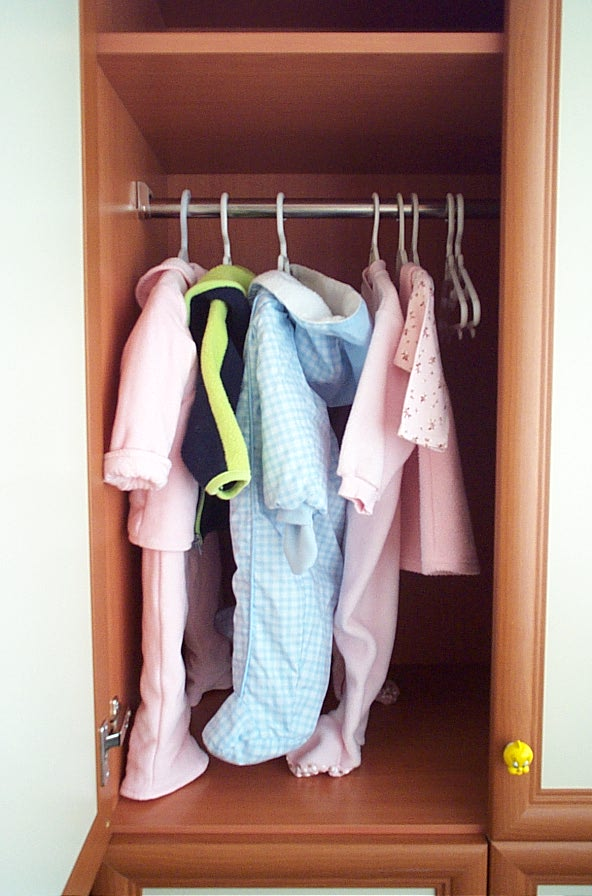
خزانة الملابس (Garde-robe)

حجرة اللبس أو غاردروب نقحرة من (بالفرنسية: Garde-robe)‏ أو حجرة خصوصية أو خزانة الملابس وهي الترجمة الحرفية للمصطلح الفرنسي، هو مصطلح تأريخي لغرفة في قلعة من القرون الوسطى. يعطي قاموس أكسفورد للغة الإنجليزية معناه الأولي غرفة تخزين للأشياء الثمينة، ولكنه يقر أيضًا «بالامتداد، غرفة خاصة، غرفة نوم؛ أيضًا سرايا». الاستخدام الأكثر شيوعًا للمصطلح الآن في اللغة الإنجليزية هو «مرحاض القلعة».

## أصل ومعنى الكلمة
كلمة «غاردروب» تعود لاسم يطلق على دورة المياه في القرون الوسطى. ينشق أصل معنى الكلمة «حجرة» من الكلمة الفرنسية “garder” والتي تعني يحافظ وروب (robe) والتي تعني «قطعة من الملابس». وتستخدم هذه الكلمة بشكل أساسي لتخزين الملابس لردع الحشرات التي قد تظهر الروائح اللاذعة.
أسماء بديلة لكلمة «حجرة» يوجد أسماء مثل كنيف ودورة مياه خارجية أو مرحاض. ويطلق على الناس الذين يقومون بتنظيف دورات المياه أو الحجرات كما يطلق عليها بالقرون الوسطى  “gong farmers”.
يمكن لغاردروب أن تحدد:
- مكان يمكنك فيه تغيير الملابس وتخزينها.
- مجموعة الملابس التي يمتلكها شخص ما.[2]
- مراحيض (مصطلح لم يعد مستخدما).

## حجرة المرحاض

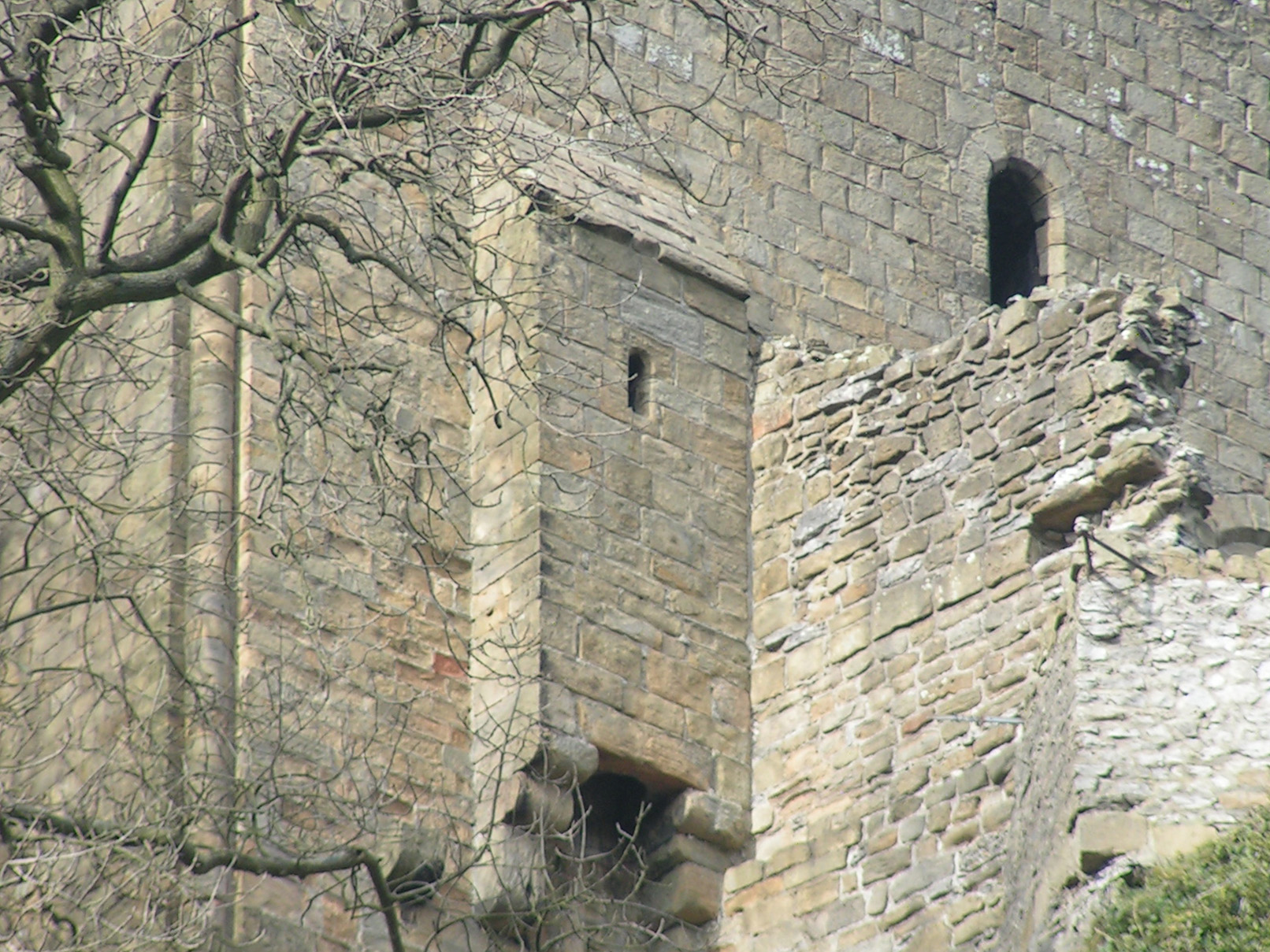
غاردروب في قلعة بفيريل بانجلترا

يستخدم هذا المصطلح للإشارة إلى مرحاض من القرون الوسطى أو عصر النهضة أو إلى الكرسي المثقوب (الكرسي المغلق) [الفرنسية]. كان الغاردروب في القلعة في القرون الوسطى عادة ثقب بسيط قابل للتفريغ إلى الخارج في بالوعة (أقرب إلى مرحاض الحفرة) أو خندق حسب هيكل المبنى. غالبًا ما يتم وضع هذه المراحيض داخل غرفة صغيرة، مما يؤدي عن طريق الارتباط إلى استخدام مصطلح غاردروب لوصف الغرفة. لا يزال من الممكن رؤية الكثير منها في القلاع والتحصينات النورمانية والعصور الوسطى، على سبيل المثال في قلعة بورشيم في ألمانيا، حيث لا تزال هناك ثلاثة أنواع من الغاردروب مرئية. عفا عليها الزمن مع إدخال السباكة الداخلية.
وكانت هذه الغرفة الخاصة كدوررة مياه توضع بعيداً عن باقي الغرف ولديها بابين لتقليل الروائح بالإضافة إلى ذلك على العكس من باقي الغرف في القصر شبابيك هذه الغرف مفتوحة بشكل كامل دون زجاج عيها لنفس السبب وتسهيل وصول أشعة الشمس إليها. أما في شهور الشتاء فكانت هذه الحجرات متجمدة. وكانت تحتوي على كرسي عريض أو حجر في حفرة فيها حيث يوجد من 4-6 حفرة. وهناك منحدر يصل إلى الخندق أو نفق في القصر وتم إغلاق هذا الخندق بالحديد لمنع دخول المهاجمين.

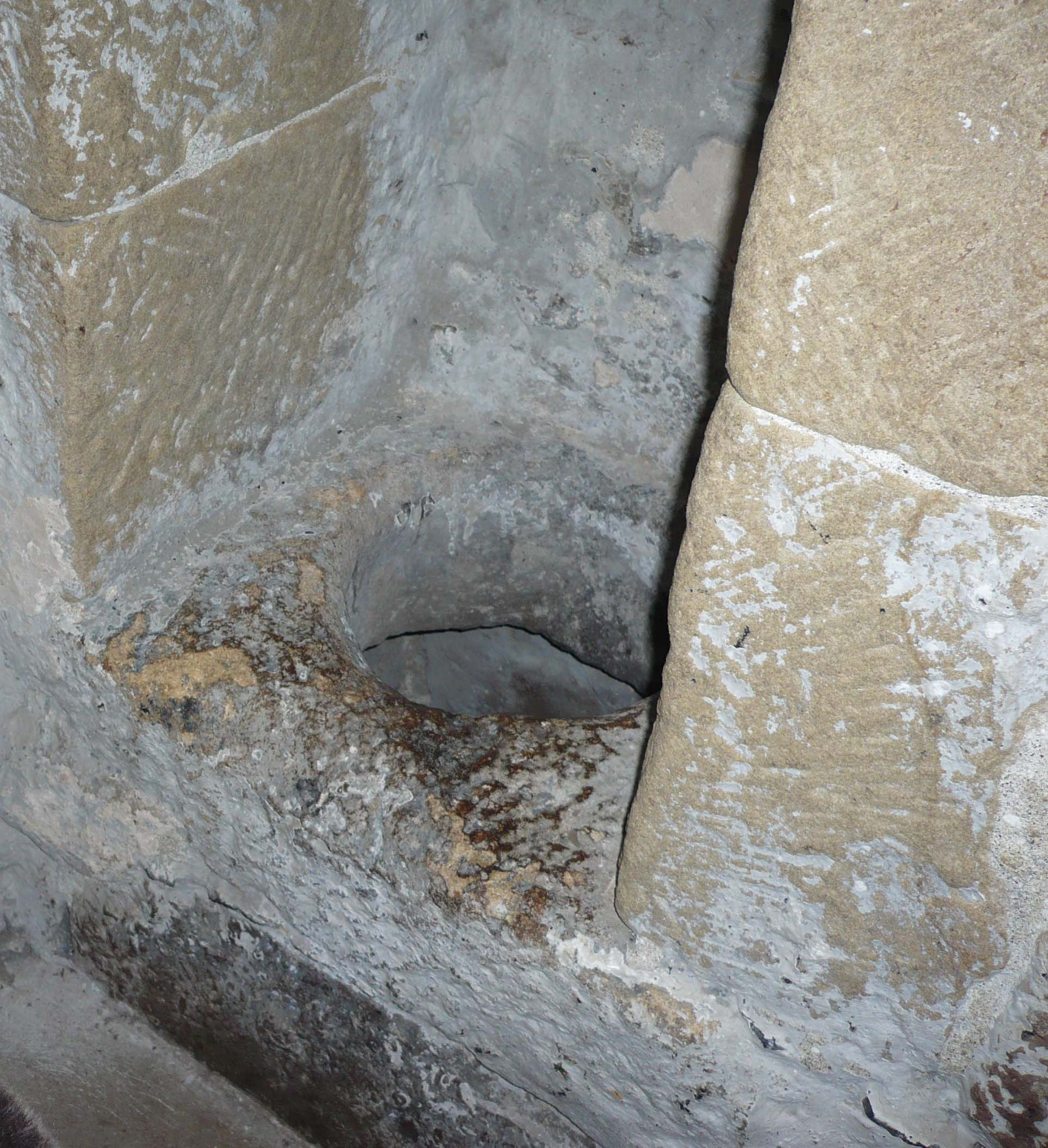
الجزء الداخلي من الغاردروب في أواخر القرن الثالث عشر في قلعة الشرك في ويلز.

حتى القرن التاسع عشر، استخدم مصطلح «غاردروب» لتعيين المراحيض. بحيث نميز ما يلي:
- غاردروب الإنجليزية - اسم وعاء خزف بيضاوي، يتم وضعه أعلى مقعد مريح مغلق بواسطة فتحة، والذي يحتوي الوعاء على فتحة في نهايته لتفريغ المواد، والتي يتم إغلاقها بواسطة مكبس لاحتواءها ومنع اتصال الهواء المفيتي من الحفرة؛ يتم غسل هذا الوعاء بماء الصنبور الذي يكب حسب الرغبة [5]
- غاردروب نصف الإنجليزية - اسم وعاء فخاري مدبب، يوضع بالمثل تحت مقعد، ويتم إغلاق فتحته في الطرف السفلي بواسطة مكبس يتم رفعه بخطاف؛ لا تزال غاردروب هذه تختلف عن الخزانة السابقة، حيث لا يوجد بها صنبور.[5]

يعيّن «مكبس غاردروب» كتلة أسطوانية من النحاس مثبت عليها قضيب مثني لرفعه، ويستخدم لإغلاق بإحكام للمنفذ أو الفتحة والتي يتم من خلالها تفريغ الوعاء الإنجليزي؛ يتكون «صنبور غاردروب»، وهو صنبور نحاسي، من وعاء مع مكبح ومفتاح بذراع ومقبضه - يستخدم لتوصيل الماء في الوعاء لتنظيفه.

### بناء الحجرة في القصر

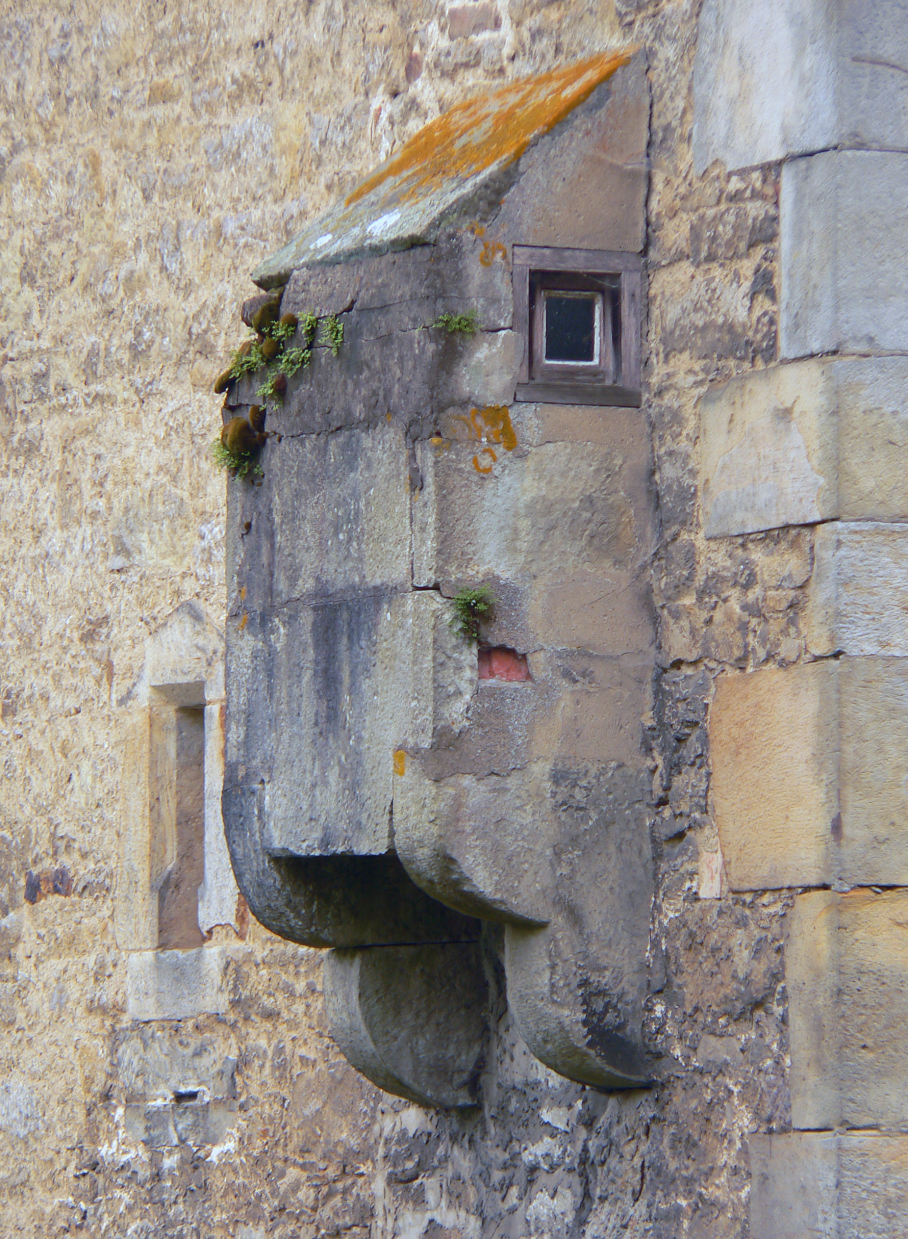
غاردروب في قلعة فاسرشلوس

تقع دورة المياه في نهاية ممر قصير ومبني على نظام ماكوليك الحديث وكانت مبنية خارج القصر مثل البلكونة فوق نهر أو خندق. وأصبحت هذه الحجرات مهجورة وعفا عنها الزمن بعد تطوير طرق السباكة الحديثة

## حجرة تغيير الملابس
كلمة «غاردروب» (Garderobe) مشتقة من الكلمة الفرنسية Garde-robe (خزانة الملابس)، وهي مكان قابل للقفل حيث تُخزن الملابس والأشياء الأخرى. وفقا فرانك بوتوملي، باحث في عمارة العصور الوسطى، كانت الغاردروب «بشكل صحيح، ليست مرحاضًا أو خاصًا بل غرفة صغيرة أو خزانة كبيرة، وعادة ما تكون مجاورة للغرفة [غرفة نوم] أو شمسية [غرفة معيشة] وتوفر حفظًا آمنًا للملابس القيمة والممتلكات الأخرى الثمينة: القماش والجواهر والتوابل والأطباق والمال».
«غاردروب» هي غرفة انتظار تقع في المنطقة المجاورة مباشرة لغرفة النوم، وهي غرفة صغيرة مجهزة خصيصًا للتخزين الملابس في الرفوف أو خزائن الصوان أو خزائن الثياب. في الروسية، تعني كلمة «غاردروب» مرحاض في مسرح أو متحف، محجوز للجمهور.
في الوقت الحاضر، و dressing (غرفة خلع الملابس)، أو walk-in (المشي في) خزانة، هو أيضا جزء من تكوين جناح الوالدين، فإنه غالبا ما يشكل غرفة وسيطة تقع بين غرفة نوم الوالدين الحمام الخاص.

## معرض الصور

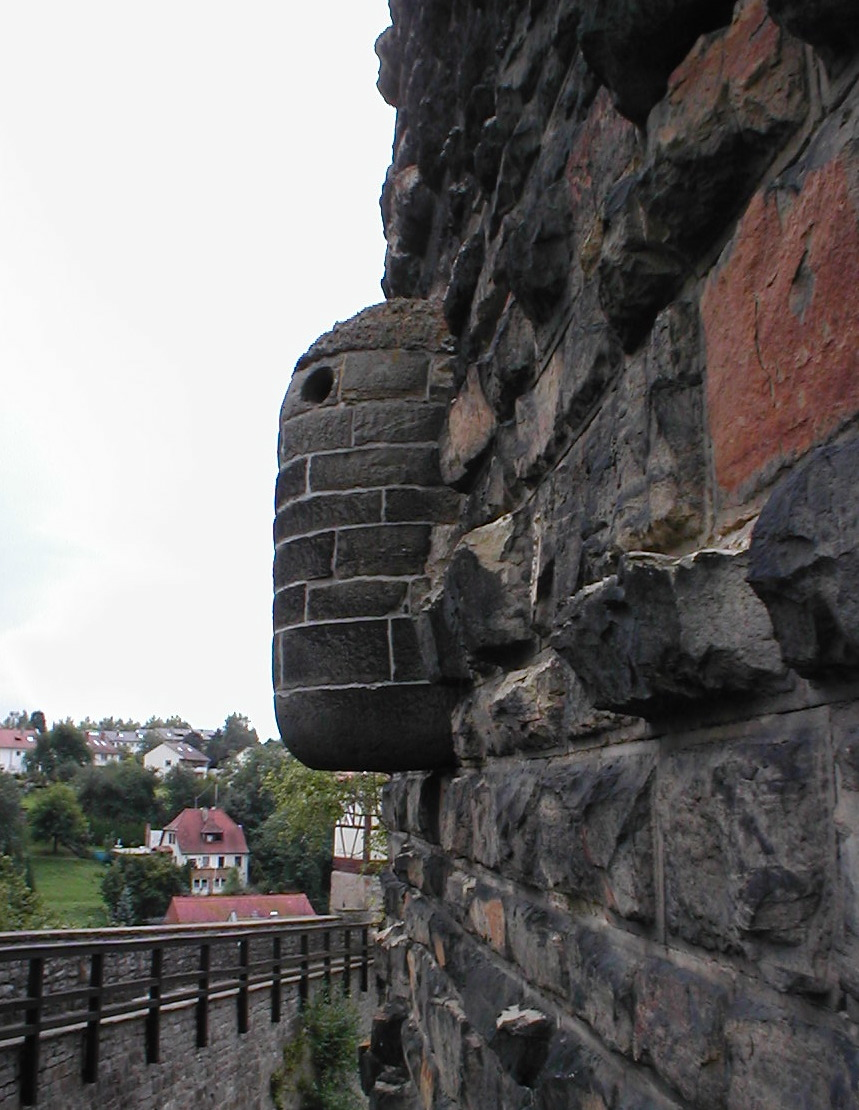
غاردروب البرج الأحمر في بالاتينات ويمبفين
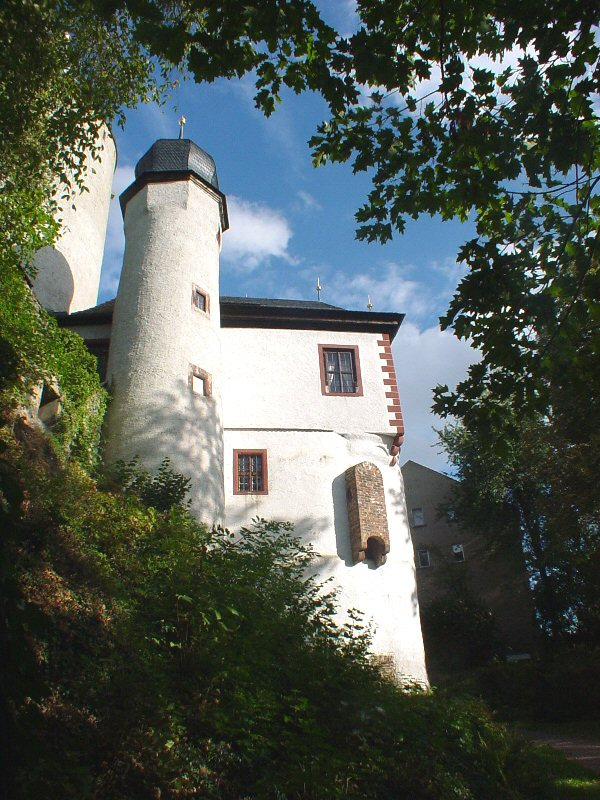
غاردروب قلعة بوسترستين
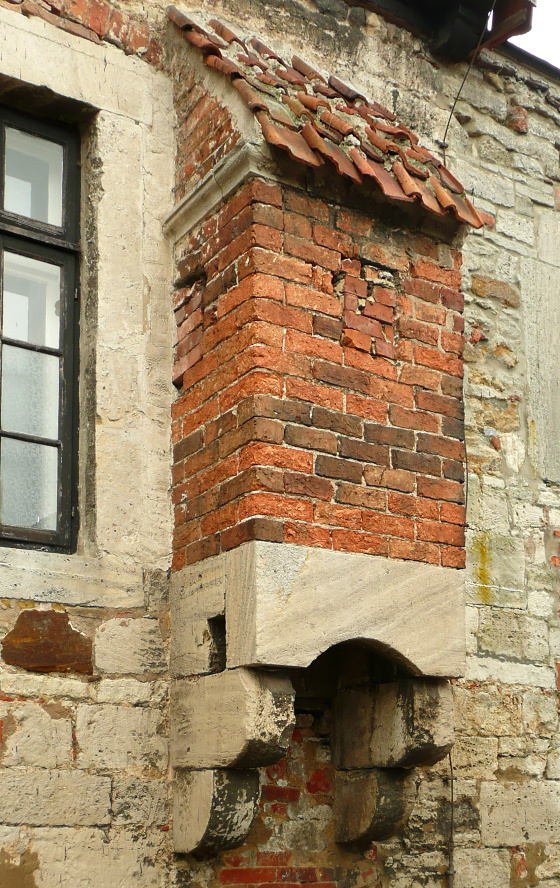
غاردروب في قلعة كامبين
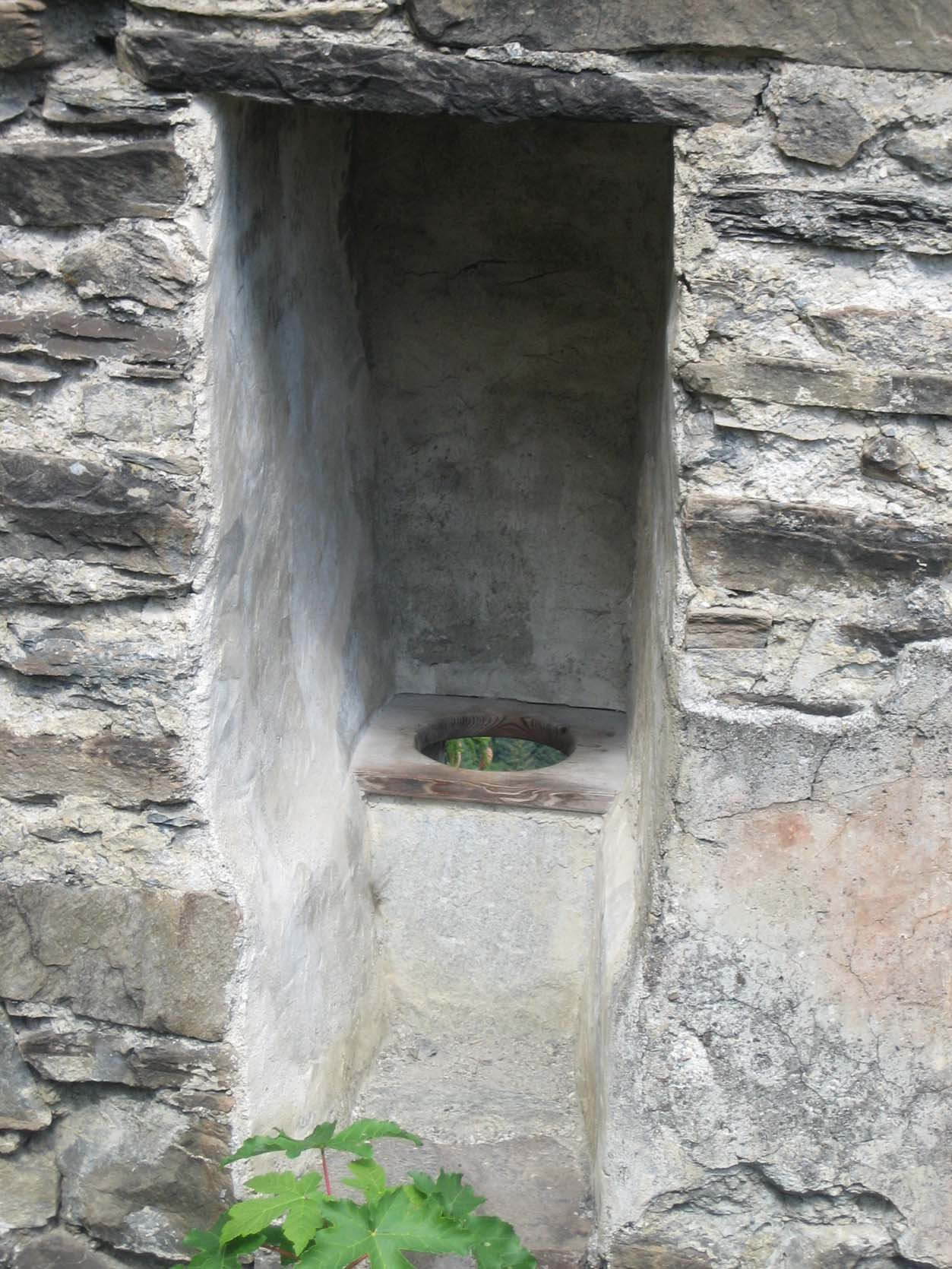
منظر داخلي لغاردلاوب من أطلال أوبرتاغشتاين
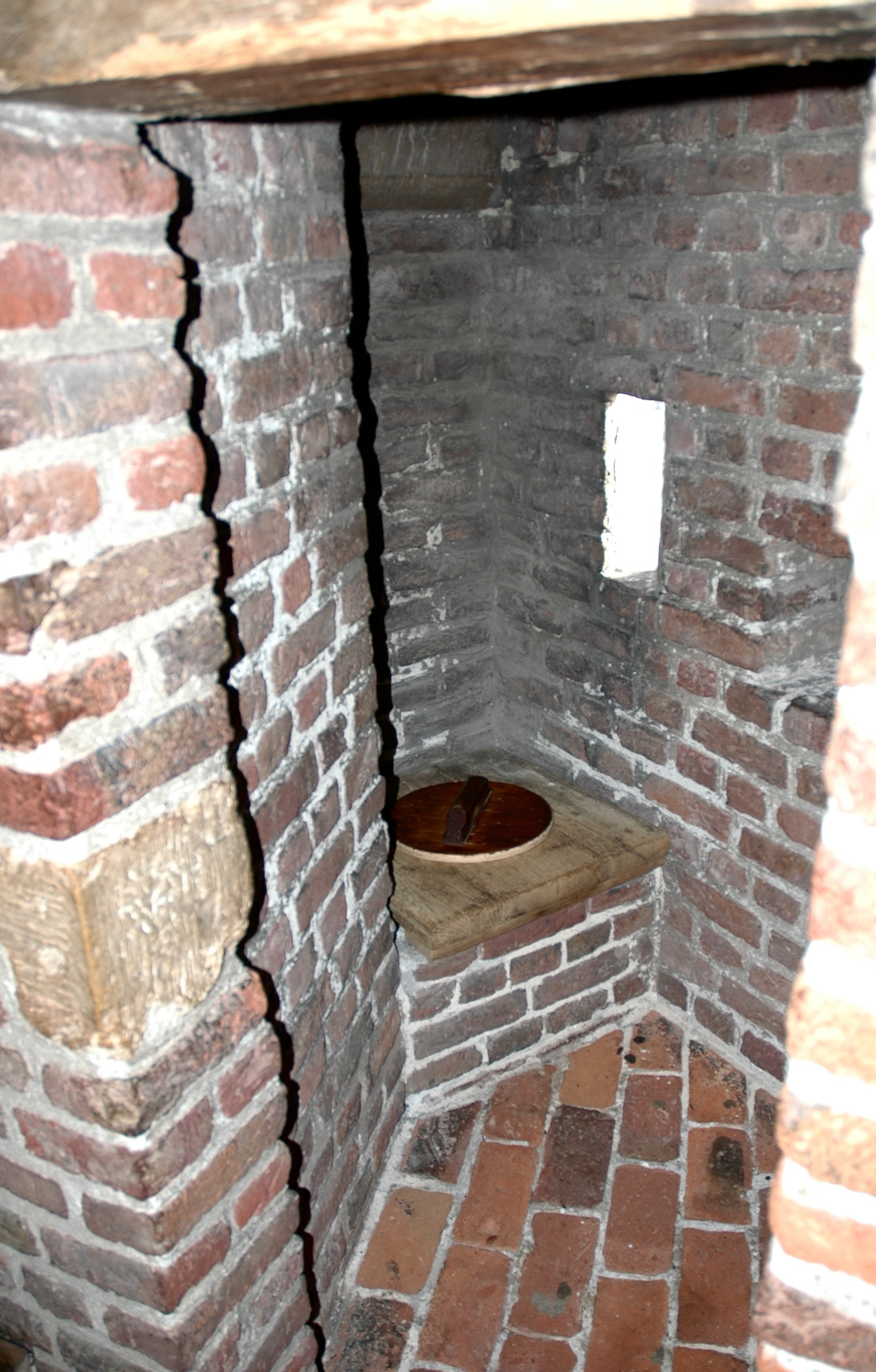
منظر داخلي لغاردروب في قلعة هوينسبروك
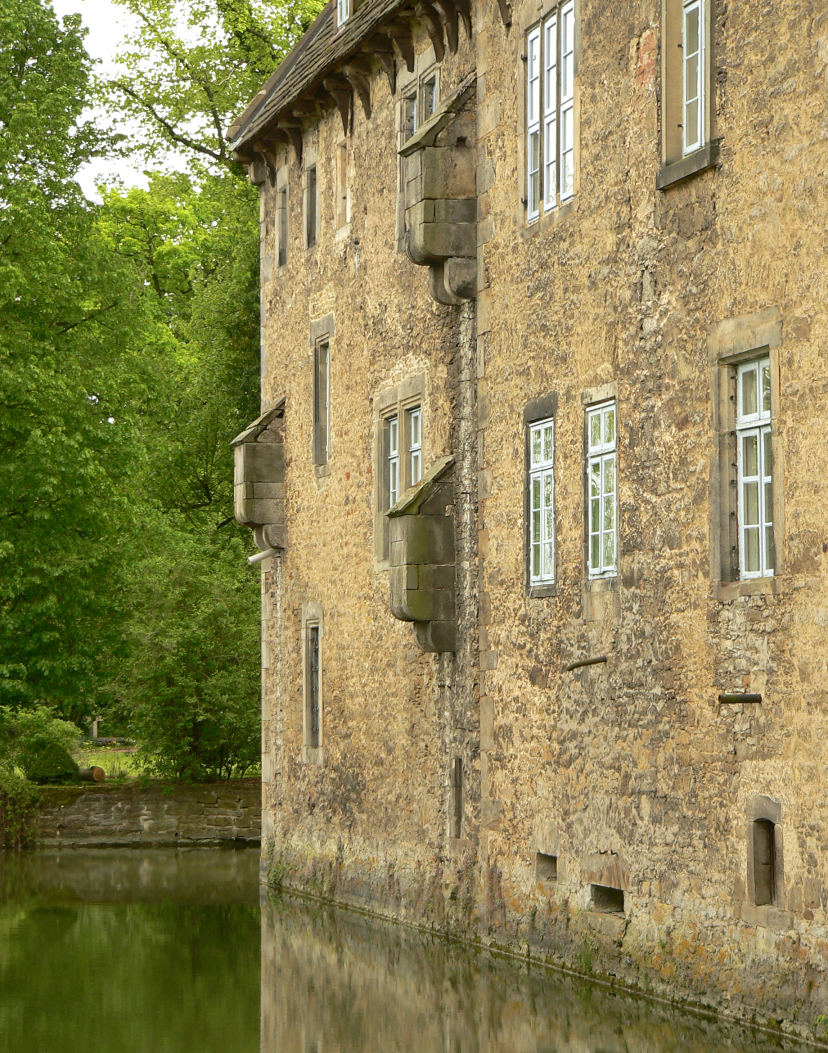
غاردروب في قلعة فاسرشلوس

### بالفرنسية
- Jonathan (1729). Le grand mistere, ou, L'art de mediter sur la garderobe: avec des observations historiques, politiques & morales, qui prouvent l'antiquité de cette science & qui contiennent les usages differens des diverses nations, par rapport à cet important sujet [النجوى الكبيرة، أو فن التأمل في خزانة الملابس: بالملاحظات التاريخية والسياسية والأخلاقية ، التي تثبت العصور القديمة لهذا العلم والتي تحتوي على الاستخدامات المختلفة لمختلف الدول ، فيما يتعلق بهذا الموضوع الهام] (بالفرنسية). Chez Jean van Duren. Archived from the original on 2019-02-19.

### بالألمانية
- Dieter Barz: Vom Abortschacht zum Aborterker – Zur Konstruktion von Latrinen in Burgen und Wehrbauten im 10. bis 13. Jahrhundert.[من Abortschacht إلى Aborterker - في بناء المراحيض في القلاع والتحصينات في الفترة من القرن 10 إلى 13.] In: Olaf Wagener (Herausgeber): Aborte im Mittelalter und der Frühen Neuzeit, Petersberg 2014, S. 55–65
- هورست فولفجانج بوهمي، راينهارد فريدريش، باربارا شوك-فيرنر (2004). Wörterbuch der Burgen, Schlösser und Festungen [قاموس القلاع والقصور والحصون] (بالألمانية). شتوتغارت: Philipp Reclam. ISBN:3-15-010547-1. OCLC:55502092. Archived from the original on 2020-05-25.
- كلوديا بيرك (2007). Notdurft und Heimlichkeit : die Abortanlage als Bestandteil fränkischer Burgen und Schlösser vom Hohen Mittelalter bis in die Frühe Neuzeit [Notdurft und Heimlichkeit : مرفق المرحاض كجزء من القلاع والقصور الفرانكونية من العصور الوسطى العليا إلى الفترة الحديثة المبكرة.] (بالألمانية). Burgen und Schlösser. p. 144–151. OCLC:887048838. Archived from the original on 2020-05-25.
- كارل هاينز داهن (2001). Burgenkundliche Wanderungen im Raum Heilbronn [تاريخ القلعة يمشي في منطقة هايلبرون] (بالألمانية). هايلبرون: سلسلة المطبوعات لمنطقة هايلبرون. pp. 67–81. ISBN:3-9801562-5-7. OCLC:48226743. Archived from the original on 2020-05-25.
- Otto Piper (1912). Burgenkunde; Bauwesen und Geschichte der Burgen zunächst innerhalb des deutschen Sprachgebietes [دراسات القلعة - بناء وتاريخ القلاع] (بالألمانية). München, R. Piper & co.
- Joachim Zeune (1996). Burgen, Symbole der Macht : ein neues Bild der mittelalterlichen Burg [القلاع - رموز القوة. صورة جديدة لقلعة القرون الوسطى] (بالألمانية). Regensburg: F. Pustet. ISBN:3-7917-1501-1. OCLC:36799298. Archived from the original on 2020-05-25.
- Olaf Wagener (2014). Aborte im Mittelalter und der Frühen Neuzeit : Bauforschung, Archäologie, Kulturgeschichte [المرحاض في العصور الوسطى وأوائل العصر الحديث: بناء البحوث - علم الآثار - التاريخ الثقافي] (بالألمانية). Petersberg, Kr Fulda: Michael Imhof Verlag. ISBN:978-3-7319-0093-1. OCLC:894674747. Archived from the original on 2020-05-25.